# Bulbophyllum melloi
Bulbophyllum melloi är en orkidéart som beskrevs av Guido Frederico João Pabst. Bulbophyllum melloi ingår i släktet Bulbophyllum och familjen orkidéer. Inga underarter finns listade i Catalogue of Life.